# Güémez (Tamaulipas)
Güémez es una localidad del estado mexicano de Tamaulipas, localizada en el municipio de Güémez. Según el conteo de 2020 del INEGI cuenta con una población de 1731 habitantes. Es cabecera del municipio homónimo.

## Toponimia
El nombre de Güémez como deferencia al virrey Juan Francisco de Güemes, Primer Conde de Revillagigedo.

## Fundación
Población fundada por José de Escandón, Conde de Sierra Gorda, el 1 de enero de 1749.

## Monumentos Arquitectónicos
- Iglesia de San Francisco de Asís, del siglo XVIII.
- Hacienda de San Jacinto, del siglo XIX y Hacienda del Carmen.

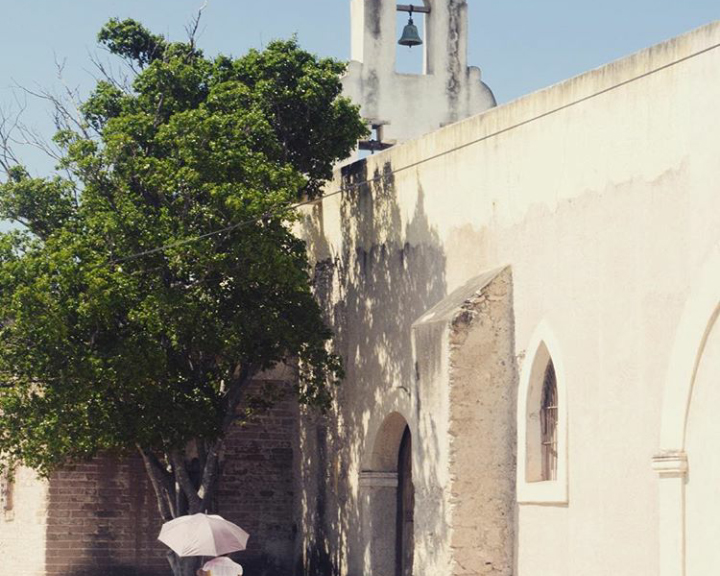
Iglesia de San Francisco de Asís